# Scooby-Doo and the Cyber Chase
Scooby-Doo and the Cyber Chase is een Amerikaanse animatiefilm, en de vierde film in een reeks direct-naar-video-films gebaseerd op de Scooby-Doo-serie. De film kwam uit op 9 oktober 2001. De film werd geproduceerd door Warner Bros. Animation, maar draagt nog wel het Hanna-Barbera Cartoons, Inc. copyright en logo. De film wordt erkend als de laatste “officiële” Hanna-Barbera productie, daar Warner Bros Hanna Barbera geheel had overgenomen na de dood van William Hanna.

## Verhaal
De Mystery Inc. groep bezoekt Fred’s oude vriend Eric op diens school. Eric heeft een computerspel gemaakt gebaseerd op hun avonturen met behulp van een high-tech laser. Net op het moment dat de groep het spel wil uittesten verschijnt een computervirus in de vorm van een blauw monster op het scherm, “Phantom Virus” genaamd. Door toedoen van dit monster wordt de groep het videospel in getransporteerd, en moet men alle 10 de levels uitspelen. Onderweg moeten ze ook een aantal andere mensen oppikken zoals de professor, een programmeur en een beveiligingsagent.
Om een level te beëindigen moet het team een Scooby Snack vinden.
Het eerste level is een maanlevel, waar Phantom Virus het team achtervolgt met maangeesten. Het tweede level speelt zich af in het oude Rome waar het team vecht met zombiegladiatoren en leeuwen. Het derde level speelt zich af in de prehistorie waar ze een Tyrannosaurus rex tegen het lijf lopen. Het vierde level vindt plaats op een oceaan waar het team door een grote inktvis wordt achtervolgd. Het vijfde level is een enorme achtertuin vol insecten. Het zesde level vindt plaats in het oude China, en het zevende in het oude Egypte. Het achtste level is een middeleeuwse omgeving waar het team wordt achtervolgd door draken. Het negende level speelt zich af op de noordpool.
Met veel moeite weet de groep level 10 te halen. In dit level komen ze cyberversies van zichzelf tegen (gebaseerd op hoe ze eruitzagen in de originele "Scooby-Doo, Where Are You!" serie). Deze cyberversies van Mystery Inc. helpen hen om de laatste doos Scooby Snacks te bemachtigen. Deze doos wordt bewaakt door een aantal monsters die het team in het verleden heeft ontmaskerd; alleen zijn de monsters dit keer echt. De monsters zijn Jaguaro, Gator Ghoul, Het Teermonster, Old Iron Face, en de Creeper. Scooby en zijn cyberversie verslaan Phantom Virus.
Het spel is afgelopen en de groep belandt weer in de werkelijkheid. Daar duurt het niet lang voor ze de maker van Phantom Virus hebben gevonden: Bill, een medestudent van Eric die kwaad was dat zijn spel niet werd uitgekozen.

## Rolverdeling
| Acteur                         | Personage                |
| ------------------------------ | ------------------------ |
| Scott Innes                    |                          |
| Scooby-Doo                     |                          |
| Cyber Scooby-Doo               |                          |
| Shaggy Rogers                  |                          |
| Cyber Norville 'Shaggy' Rogers |                          |
| Frank Welker                   | Fred Jones               |
| Frank Welker                   | Cyber Fred Jones         |
| Grey DeLisle                   | Daphne Blake             |
| Grey DeLisle                   | Cyber Daphne Blake       |
| B.J. Ward                      | Velma Dinkley            |
| B.J. Ward                      | Cyber Velma Dinkley      |
| Joe Alaskey                    | Officer Wembley          |
| Bob Bergen                     | Eric Staufer             |
| Tom Kane                       | Professor Robert Kaufman |
| Mikey Kelley                   | Bill McLemore            |
| Gary Sturgis                   | Phantom Virus            |

## Achtergrond
Dit was de eerste direct-naar-video-film van Scooby-Doo met een plattere, lichte animatiestijl gelijk aan die van de nieuwe televisieserie in plaats van de donkere tekenstijl uit de vorige drie films.
Dit was tevens de eerste film die min of meer terugkeerde naar het originele concept van de Scooby-Doo serie waarin het monster achteraf niet echt blijkt te zijn. Toch bestaat er onduidelijkheid over of het Phantom Virus nu wel of geen echt monster is. Het is een computervirus dat door iemand is gemaakt, dus in dat opzicht kan worden geconcludeerd dat het geen echt monster is. Maar het virus is wel wat het beweert te zijn (en geen verkleed iemand), dus in dat opzicht kan worden geconcludeerd dat het wel echt is.

## Prijzen/nominaties
“Scooby-Doo and the Cyber Chase” werd genomineerd voor twee prijzen:
- 2001: Video Premiere Award voor "Best Animated Video Premiere Movie"
- 2002: Golden Reel Award voor "Best Sound Editing - Direct to Video"

## Trivia
- Een videospel gebaseerd op de film werd gemaakt door THQ voor de Sony PlayStation.